# Akademickie Koło Naukowe Gospodarki Przestrzennej UAM

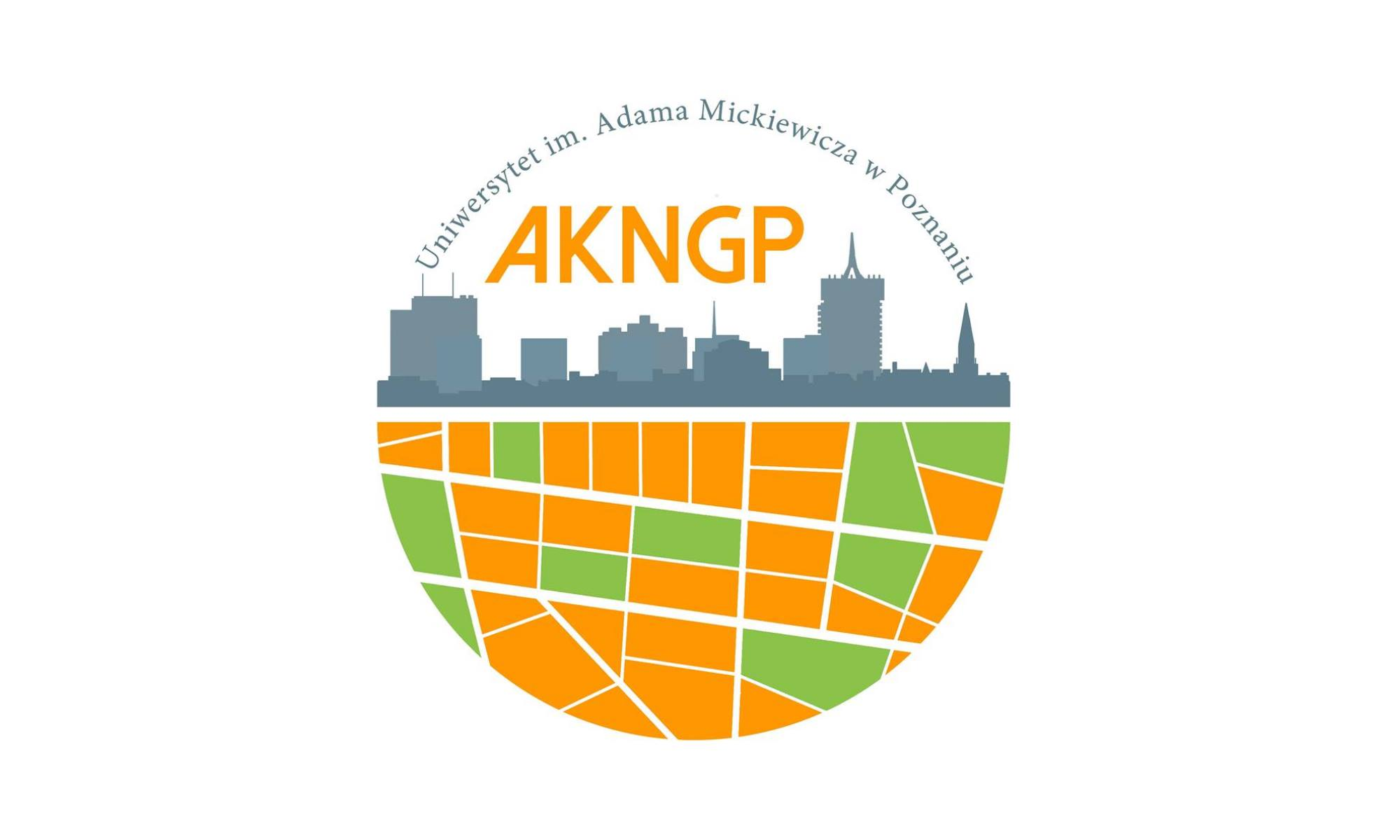
Logo Akademickiego Koła Naukowego Gospodarki Przestrzennej

Akademickie Koło Naukowe Gospodarki Przestrzennej (AKNGP) – organizacja studencka działająca od 1996 roku na Wydziale Geografii Społeczno - Ekonomicznej i Gospodarki Przestrzennej Uniwersytetu im. Adama Mickiewicza w Poznaniu. Akademickie Koło Naukowe Gospodarki Przestrzennej, ze względu na swój akademicki charakter, może zrzeszać zarówno studentów m.in. gospodarki przestrzennej oraz geoinformacji, jak i doktorantów oraz wszelkie osoby zainteresowane tematyką planowania przestrzennego i urbanistyki.

## Początki
Pomysł uruchomienia Koła zrodził się w okresie wakacyjnym 1996 roku, podczas wyjazdu naukowego do Włoch. Koło miało skupiać nie tylko studentów gospodarki przestrzennej, lecz także absolwentów tego kierunku, pracowników Wydziału oraz studentów innych wydziałów i kierunków, w tym architektury, socjologii, ekonomii i nauk rolniczych. Interdyscyplinarny charakter Koła podkreśla także jego nazwa, która nie zawęża profilu działalności AKNGP jedynie do studentów. 
Akademickie Koło Naukowe Gospodarki Przestrzennej działa nieprzerwanie od 5 grudnia 1996 roku, kiedy to w Sali Śniadeckich w budynku Collegium Maius odbyło się Pierwsze Walne Zgromadzenie Akademickiego Koła Naukowego Gospodarki Przestrzennej. W obradach uczestniczyło 78 członków Grupy Inicjatywnej Koła oraz Dziekan i Prodziekani Wydziału Nauk Geograficznych i Geologicznych. Podczas spotkania wybrano 13 członków Konwentu, którzy wyłonili spośród siebie m.in. Prezesa, Wiceprezesów, Kanclerza czy Skarbnika. Wybrano także pierwszego opiekuna Koła, którym został mgr. inż. Bartłomiej Kołodziej. Obecnie struktura AKNGP liczy 35 członków (stan na 25.09.2018r).

## Działalność
Członkowie AKNGP bardzo aktywnie angażują się w wiele inicjatyw, których zasięg obejmuje głównie miasto Poznań. Głównymi projektami realizowanymi w Kole są:
- Poznańska Mapa Barier[2]. Jest to projekt, u którego podstaw leżą zasady projektowania uniwersalnego. Polega na inwentaryzacji barier architektoniczno-przestrzennych występujących na obszarze miasta Poznania oraz ich prezentacji za pomocą platformy Google Maps. Inwentaryzowane bariery dzielone są  na 8 kategorii: niedostosowane schody, nieodpowiedni przystanek, nieodpowiednia kładka, nieodpowiednia nawierzchnia, nieodpowiednie przejście dla pieszych, przeszkoda na drodze oraz inne. Mapa ma charakter otwarty, a dostęp do niej mają wszyscy chętni[3].
- Poznańska Akademia Przestrzeni[4]. Jest to projekt naukowo-edukacyjny, polegający na szerzeniu idei edukacji przestrzennej za pomocą spotkań z dziećmi i młodzieżą w formie warsztatów i pogadanek. Dotychczas w dwóch edycjach projektu w latach 2016/2017 oraz 2017/2018 wzięło udział ponad 650 uczestników. Warsztaty cieszą się dużą popularnością zwłaszcza wśród dzieci w wieku przedszkolnym.

Od 2017 roku Akademickie Koło Naukowe Gospodarki Przestrzennej wydaje także czasopismo popularno-naukowe pt. Przegląd Planisty. Czasopismo wydawane jest raz na pół roku w formie drukowanej oraz cyfrowej, dostępnej na stronie internetowej AKNGP.
AKNGP organizuje także ogólnokrajową konferencję Dni Planisty, podczas której przedstawiciele wielu ośrodków akademickich z całej Polski mają okazję wymienić się doświadczeniami i zdobytą wiedzą.
Oprócz działalności naukowej, realizowane są także projekty praktyczne - projekty zagospodarowania przestrzennego w skali regionalnej oraz lokalnej, stworzenie makiety Wydziału Nauk Geograficznych i Geologicznych czy projekt Bike City. Członkowie AKNGP włączani są także w działania polegające na tworzeniu dokumentów strategicznych m.in. dla Poznania, Kalisza, Sierakowa, Krobii czy Murowanej Gośliny. 
Członkowie Koła co roku biorą także czynny udział w promocji Wydziału Nauk Geograficznych i Geologicznych oraz pomagają w organizacji takich wydarzeń, jak Drzwi Otwarte WNGiG, Noc Naukowców czy Poznański Festiwal Nauki i Sztuki. 
Akademickie Koło Naukowe Gospodarki Przestrzennej współpracuje także ze Stowarzyszeniem Inwestycje dla Poznania.
W listopadzie 2018 roku, Koło otrzymało Laur Uniwersytecki za Poznańską Mapę Barier w kategorii Uniwersytecki Projekt Naukowy.